# Льюїстон (Вісконсин)
Льюїстон (англ. Lewiston) — місто (англ. town) в США, в окрузі Колумбія штату Вісконсин. Населення — 1262 особи (2020).

## Демографія
Згідно з переписом 2010 року, у місті мешкало 1225 осіб у 505 домогосподарствах у складі 372 родин. Було 607 помешкань
Расовий склад населення:
| - 98,6 % — білих - 0,3 % — корінних американців - 0,1 % — чорних або афроамериканців - 0,1 % — азіатів |

До двох чи більше рас належало 0,4 %. Частка іспаномовних становила 1,9 % від усіх жителів.
За віковим діапазоном населення розподілялося таким чином: 19,3 % — особи молодші 18 років, 66,1 % — особи у віці 18—64 років, 14,6 % — особи у віці 65 років та старші. Медіана віку мешканця становила 46,8 року. На 100 осіб жіночої статі у місті припадало 107,6 чоловіків;  на 100 жінок у віці від 18 років та старших — 102,2 чоловіків також старших 18 років.
Середній дохід на одне домашнє господарство  становив 66 411 долар США (медіана — 56 618), а середній дохід на одну сім'ю — 75 296 доларів (медіана — 66 250). Медіана доходів становила 51 875 доларів для чоловіків та 31 793 долари для жінок. За межею бідності перебувало 6,8 % осіб, у тому числі 5,1 % дітей у віці до 18 років та 8,5 % осіб у віці 65 років та старших.
Цивільне працевлаштоване населення становило 691 особа. Основні галузі зайнятості: виробництво — 21,4 %, освіта, охорона здоров'я та соціальна допомога — 16,4 %, роздрібна торгівля — 12,9 %.